# Tichon (biskup turowski)
Tichon (zm. 1538) – prawosławny biskup turowski.

## Życiorys
Urząd biskupa turowskiego objął po tym, gdy jego poprzednik Makary II został przeniesiony na katedrę łucko-ostrogską. Nieznane są jego wcześniejsze działania. W 1529 przeprowadził zamianę ziemi między eparchią turowską a pińskim starostą Iwanem Michajłowiczem, przekazując mu dawny folwark administratury w zamian za folwark w Kożczycach.
Urząd biskupa turowskiego sprawował przez dziesięć lat.